# Illice bellicula
Illice bellicula là một loài bướm đêm thuộc phân họ Arctiinae, họ Erebidae.